# 오키노미나미 암

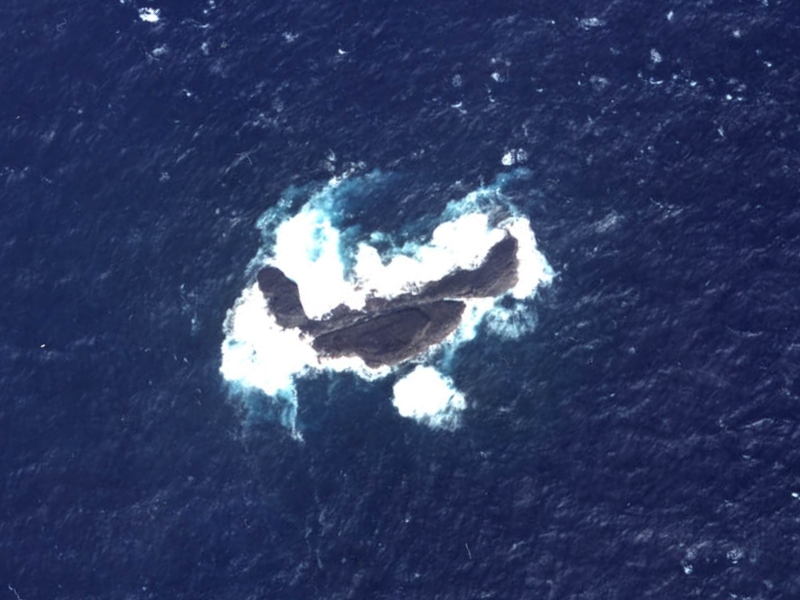
오키노미나미 암(중국명 난얀)

오키노미나미 암(일본어: 沖の南岩 오키노미나미이와[*]) 또는 난얀(중국어: 南岩)은 일본 오키나와현 이시가키시 또는 중국 타이완성의 센카쿠 열도(중국명 댜오위다오)에 있는 무인도이다.